# Rekinokształtne
Rekinokształtne – ogólna nazwa grupy drapieżnych ryb chrzęstnoszkieletowych o ostrych zębach i opływowym, wrzecionowatym kształcie ciała z dwiema płetwami grzbietowymi. W starszych klasyfikacjach nazwą rekinokształtne określano rzędy Galeiformes, Selachiformes, Lamniformes (obecnie lamnokształtne) lub Squaliformes (obecnie koleniokształtne). W polskiej literaturze naukowej i popularnonaukowej spotyka się wiele niejasności, a nawet sprzeczności w nazewnictwie i różnych próbach usystematyzowania spodoustych, do których zalicza się m.in. rekiny, rekinki, żarłacze, płaszczki i drętwy. W świetle efektów współcześnie prowadzonych badań oraz weryfikacji dotychczasowych klasyfikacji systematycznych należy oczekiwać wielu zmian w systematyce ryb. 